# Joseph Brant
Thayendanegea ali Joseph Brant (marec 1743–24. november 1807) je bil vojaški in politični voditelj plemena Mohawkov enega od šestih narodov Irokeške konfederacije, s sedežem v današnjem New Yorku in kasneje v Brantfordu v današnjem Ontariu, ki je bil tesno povezan s Kraljevino Veliko Britanijo med ameriško revolucijo in po njej. Morda najbolj znan avtohtoni prebivalec obeh Amerik svoje generacije, spoznal je številne najpomembnejše ameriške in britanske osebnosti tistega časa, vključno s predsednikom Združenih držav Amerike Georgeom Washingtonom in kraljem Velike Britanije Jurijem III.
Čeprav se Brant ni rodil v dedno vodstveno vlogo znotraj Irokeške konfederacije, je postal znan zaradi svoje izobrazbe, sposobnosti in povezav z britanskimi uradniki. Njegova sestra Molly Brant je bila žena Sira Williama Johnsona, vplivnega britanskega nadzornika za indijanske zadeve v provinci New York. Med ameriško revolucionarno vojno je Brant vodil Mohawke in kolonialne lojaliste, znane kot Brantovi prostovoljci, proti upornikom v ostro partizanski vojni na meji z New Yorkom. Američani so ga lažno obtožili grozodejstev in mu dali ime "Pošastni Brant".
Leta 1784 je guverner province Quebeca Frederick Haldimand izdal razglas, ki je Brantu in njegovim privržencem podelila zemljo, da bi nadomestila tisto, kar so izgubili v New Yorku med revolucijo. To območje je bilo veliko približno 810.000 ha (2.000.000 akrov), široko 12 milj (19,2 kilometra) vzdolž celotne dolžine Grand River v današnjem jugozahodnem Ontariu. Brant se je s številnimi Irokezi preselil na območje, kjer se danes nahaja Rezervat šestih narodov in ostal pomemben voditelj do svoje smrti.
Joseph Brant ali Thayendanegea (»dve palici, zvezani skupaj za moč«), vojni poglavar Kanyen'kehà:ka (Mohawk), lojalist, tolmač, državnik (rojen okoli marca 1742/43 v Cuyahogi (blizu Akrona, Ohio); umrl 24. novembra 1807 v Burlington Bayu, ON); brat mohavške voditeljice Mary (Molly) Brant. Zvest Veliki Britaniji med ameriško revolucijo in po njej, je bil vpliven vojaški kapitan. Tako kot njegova sestra Mary je bil močan diplomat, ki je spodbujal domorodna plemena, da delijo njegovo politično zvestobo. Kot vodja Šestih narodov (glej Haudenosaunee) se je v imenu svojega ljudstva srečal s pomembnimi političnimi osebnostmi, kot sta George Washington in kralj Jurij III.

## Zgodnje življenje in izobraževanje
Starša Josepha Branta sta bila Margaret Onagsakearat (okoli 1715-1779) in Peter Tehowaghwengaraghkwin (1707-1743), oba protestanta. Ko je Peter umrl, medtem ko je družina živela ob reki Ohio, se je Margaret vrnila v dolino Mohawk, v severni New York, s svojim dojenčkom Josephom in njegovo sestro Mary.
Družina se je naselila v Canajoharie blizu Little Falls, New York. Margaret se je nato poročila z Nickusom (Kanagaradunkwa) Brantom, Mohawkom, za katerega se verjame, da je bil delno Nizozemec, ki je živel in se oblačil v evropskem slogu.
Med Mohawki so bili Brantovi ugledna družina. Margaret naj bi bila vnukinja mohavškega poglavarja Theyanoguina (znanega tudi kot kralj Hendrick, Hendrick Peters ali Bela glava).
Leta 1761 ga je Sir William Johnson, Brantov britanski vojaški poveljnik in zunajzakonski mož njegove sestre, poslal v Moor’s Indian Charity School (predhodnico Dartmouth College) v Lebanonu, Connecticut. Tam je ostal dve leti. Njegov učitelj Eleazar Wheelock ga je opisal kot »živahnega genija, moškega in nežnega vedenja ter skromnega, vljudnega in dobrohotnega značaja«.
V Connecticutu se je Brant naučil govoriti, brati in pisati angleško. Pontiacov upor leta 1763 je preprečil njegove načrte za obisk King’s College (zdaj Columbia University) v New Yorku.

## Zaveznik Britancev
Joseph Brant je sodeloval v sedemletni vojni in je bil s sirom Williamom Johnsonom v odpravi proti Fort Niagari leta 1759.
Dolga leta je deloval kot tolmač za Johnsona in njegovega naslednika v britanskem indijanskem oddelku, Guya Johnsona. Pomagal je tudi misijonarjem pri poučevanju krščanstva domorodnim ljudem in pomagal prevajati verske materiale v mohawščino.

## Ameriška revolucija
Z izbruhom ameriške revolucije leta 1775 se je Joseph Brant takoj pridružil kraljevi zadevi in v letih 1775–76 je obiskal Anglijo z Guyem Johnsonom, da bi se zavzemal za interese Mohawkov.
Brant se je boril skozi celotno vojno z domorodno-lojalistično skupino. Bil je zelo občudovan kot vojak in Britanci so ga leta 1780 imenovali za stotnika; vendar se je boril kot mohawški vojni poglavar. Veljal je za popolnega vojaka z izjemno vzdržljivostjo. Vzbudil je takšno zaupanje, da so nedomorodni borci včasih zahtevali premestitev, da bi se mu pridružili.
Od leta 1783 in skozi sredino 1790-ih si je Brant prizadeval za oblikovanje Zahodne konfederacije, združene skupine Haudenosaunee (Irokezov) in zahodnih domorodnih ljudstev, ustvarjene za blokiranje ameriške širitve proti zahodu.
Njegove sanje so bile na koncu spodkopane zaradi frakcijskih ljubosumij med indijanskimi plemeni, zaradi ameriškega nasprotovanja in končno zaradi britanske izdaje. Čeprav je Brant novembra 1785 odpotoval v London, da bi prosil kralja Jurija III. za pomoč pri obrambi Zahodne konfederacije pred napadom Američanov, britanska vlada ni dala nobene obljube o podpori.

## Naselje Grand River
Jeseni 1784, po ameriški revoluciji, je Joseph Brant vodil mohawške lojaliste in druga domorodna ljudstva na veliko območje zemlje ob reki Grand; to je bilo dodeljeno Šestim narodom kot odškodnina za njihove izgube v vojni (gHaldimandova proklamacija). To je postalo Brant’s Ford (zdaj Brantford, Ontario), poimenovano po njem. Ker je bil njihov kos zemlje premajhen za lov, se je Brant bal, da se bodo morali staroselci naučiti kmetovanja, da bi preživeli. Da bi si zagotovil dohodek, je upal, da bo zemljo oddal v najem ali prodal ne-staroselcem. Nastala je zapletena polemika z vlado glede narave staroselskega zemljiškega posestva, pri čemer so se Brant in drugi voditelji Mohawk borili za pravico svojega ljudstva do lastništva zemlje, na kateri so živeli. Hkrati so nekateri staroselci Grand River izrazili nezadovoljstvo glede razpolaganja z denarjem.
V bistvu je vlada Zgornje Kanade zavrnila priznanje zemljiškega naslova Mohawkom v dolini Grand River v Brantovem življenju. Desetletja, od 1776 do njegove smrti leta 1807, se je Brant zaman boril z britansko in zgornje kanadsko vlado za pravice svojega ljudstva do pridobitve naslova na zemljiščih doline Grand River.
Tako kot njegova sestra Mary je tudi Brant postal znan po svojem diplomatskem delu, zlasti kot vodja staroselskih plemen, ki so se borila za pravico do ostanka na svojih predniških deželah.
V poznejših letih je Brant mirno živel v svoji veličastni hiši v Burlington Bayu in prevajal dele Biblije v Mohawk jezik.

## Osebno življenje
Leta 1765 se je Brant naselil v Canajoharieju v dolini Mohawk (zdaj zgornji del zvezne države New York). Tega leta se je poročil s svojo prvo ženo Margaret ("Peggie"), asimilirano sužnjo in hčerko neznanih virginijskih plantažnikov. Imela sta dva otroka: Isaaca, ki je umrl po pretepu z očetom (po večini pričevanj je Joseph Brant deloval v samoobrambi) in Christino.
Ko je Margaret leta 1771 umrla za tuberkulozo, se je Brant dve leti pozneje poročil z Margaretino polsestro Susanno. Leta 1778 je tudi ona umrla za tuberkulozo. O njej je malo znanega.
Leta 1780 se je Brant poročil s Catherine (Adonwentishon) Croghan, hčerko irskega indijanskega agenta Georgea Croghana in ženske iz ugledne družine Mohawk. Imela sta sedem otrok: Josepha, Jacoba, Johna, Margaret, Catherine, Mary in Elizabeth.
Elizabeth, rojena leta 1796, se je poročila z Williamom Johnsonom Kerrom, vnukom sira Williama Johnsona in Brantove sestre Mary. Njen sin je pozneje postal poglavar Mohawk.
Brantov sin John, ki je okoli leta 1826 postal nadzornik Šestih narodov, se je odlikoval v vojni leta 1812.
Pet let pred selitvijo v Burlington, Ontario leta 1784, je Joseph Brant začel posedovati črne sužnje, morda kar 30 ljudi. Medtem ko je še živel na strani meje Združenih držav blizu Niagare, je kupil ugrabljeno črno sužnjo po imenu Sophia Pooley, za katero je trdil, da jo je posvojil kot "eno izmed družine". Njo in druge sužnje je pripeljal s seboj, ko se je preselil v Burlington Bay, kjer je z njegovimi otroki lovila jelene in dolga leta potovala z družino.

## Smrt
Joseph Brant je umrl 24. novembra 1807 v Wellington Squareu (zdaj Burlington). Pokopan v svojem domu v Burlingtonu, je bil pozneje ponovno pokopan, skupaj z ostanki njegovega sina Johna, poleg kapele Mohawk v Brantfordu, Ontario, novembra 1850. Prostozidarska fundacija Ontaria je tam leta 1984 postavila spominsko ploščo.

## Zapuščina
Čeprav je bil Joseph Brant vpliven kot britanski državni uslužbenec in tolmač, si je pridobil tudi spoštovanje in visoke pohvale kot odličen vojak in bojevnik. Po koncu ameriške revolucije leta 1783 se je boril za staroselske zemljiške pravice kot vodja Mohawkov in Šestih narodov.
V Ontariu sta Brantford in okrožje Brant poimenovana po Josephu Brantu. Leta 1886 je bil v Victoria Squareu v Brantfordu odkrit spominski kip Josepha Branta, ki ga je zasnoval arhitekt John Turner.
Zgodovinska plošča kanadske vlade, ki spominja na Branta, stoji v parku veteranov Šestih narodov v vasi Ohsweken, blizu Brantforda. Njegov portret Williama Berczyja, okoli leta 1807, je v zbirki Nacionalne galerije Kanade.
Bolnišnica Joseph Brant, odprta leta 1961 v Burlingtonu, Ontario, je poimenovana po njem.